# L'artista (film)
L'artista (El artista) è un film del 2008 diretto da Mariano Cohn e Gastón Duprat, presentato in concorso al Festival internazionale del film di Roma 2008.

## Trama
Il film è incentrato sulla vita di Jorge, un infermiere in una casa di cura che espone come propri i disegni di un vecchio malato di mente che ha in cura. Grazie a questi disegni Jorge ottiene un grande successo e viene acclamato dalla critica.